# 飯塚雲擧
飯塚 雲擧（いいづか うんきょ、1865年3月31日 - 没年不明）は、日本の書家。通称は勘藏。字は偆子。雲擧は号。別号は夕立庵晋湖。明治時代に東京で活躍した。
元治元年4月4日（1865年3月31日）、飯塚長次郎の長男として、下野国都賀郡のうち現在の栃木県栃木市三鴨地区にあたる地域に生まれる。小学校卒業後、漢学を修め、小学校で教鞭もとる。その後上京して教導団に入り、卒業後近衛軍曹となる。明治22年（1889年）除隊となると漢学の私塾を東京に開き、そのかたわら書法を尾形雲海に、詩文を石川文莊に学び、大師流の書法を究めた。
また俳諧を好み、老鼠堂永機に就いて研究し、奥義を極めた。夕立庵晋湖と号して撰者の資格も得て、有聲吟社を創設して書道、俳諧の教授に従事した。
瓢（ひさご）を愛し、非常に多く所蔵していたという。
妻のかく女は清元節をよくし、五代清元延壽太夫の門弟で清元延美嘉を名乗り、門弟に教授をしていた。叔父は美家壽太夫といい、その道の達人であったという。